# Alejandro de Loarte

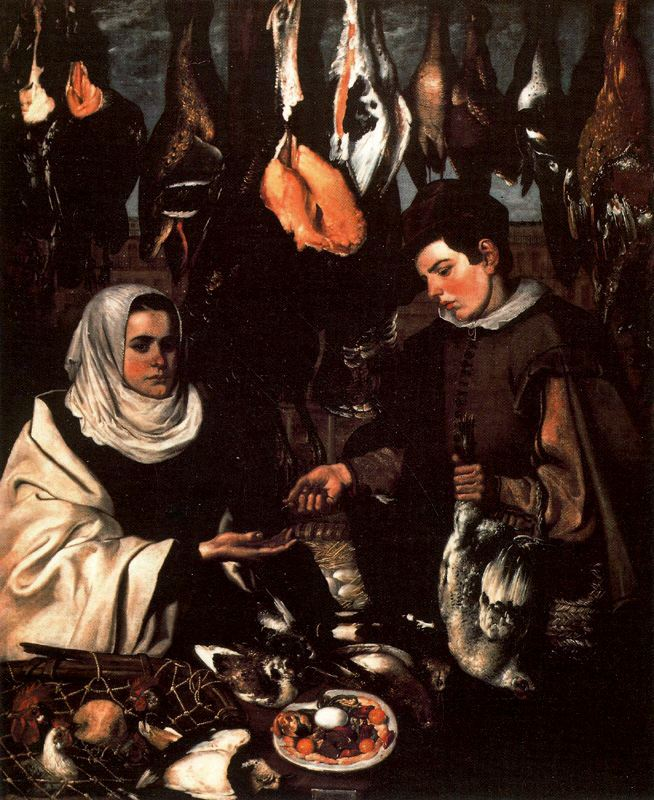
Gallinera. Initialement dans une collection privée ; donation au Musée du Prado.

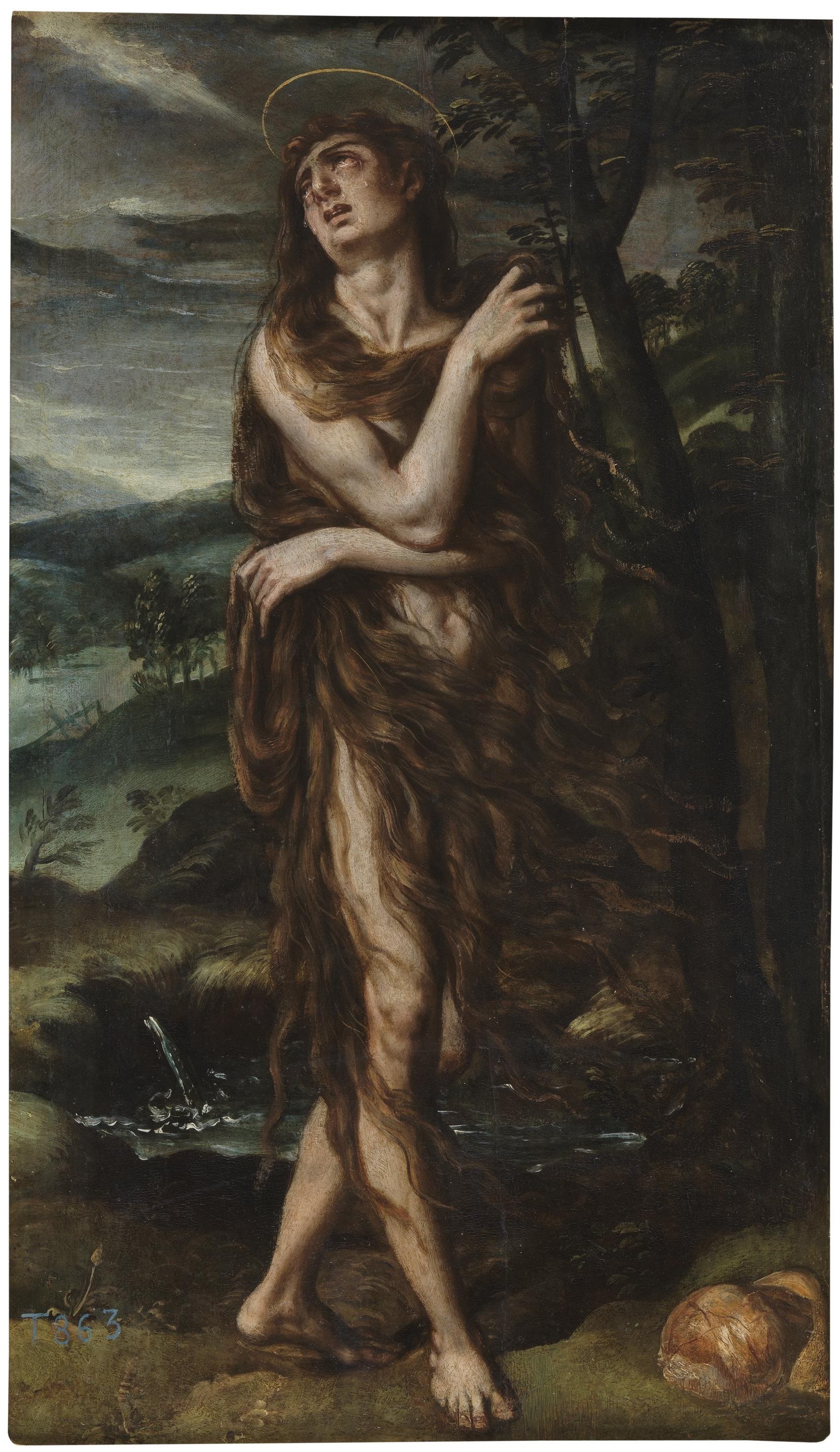
Magdalena penitente, Casa Museo de Lope de Vega.

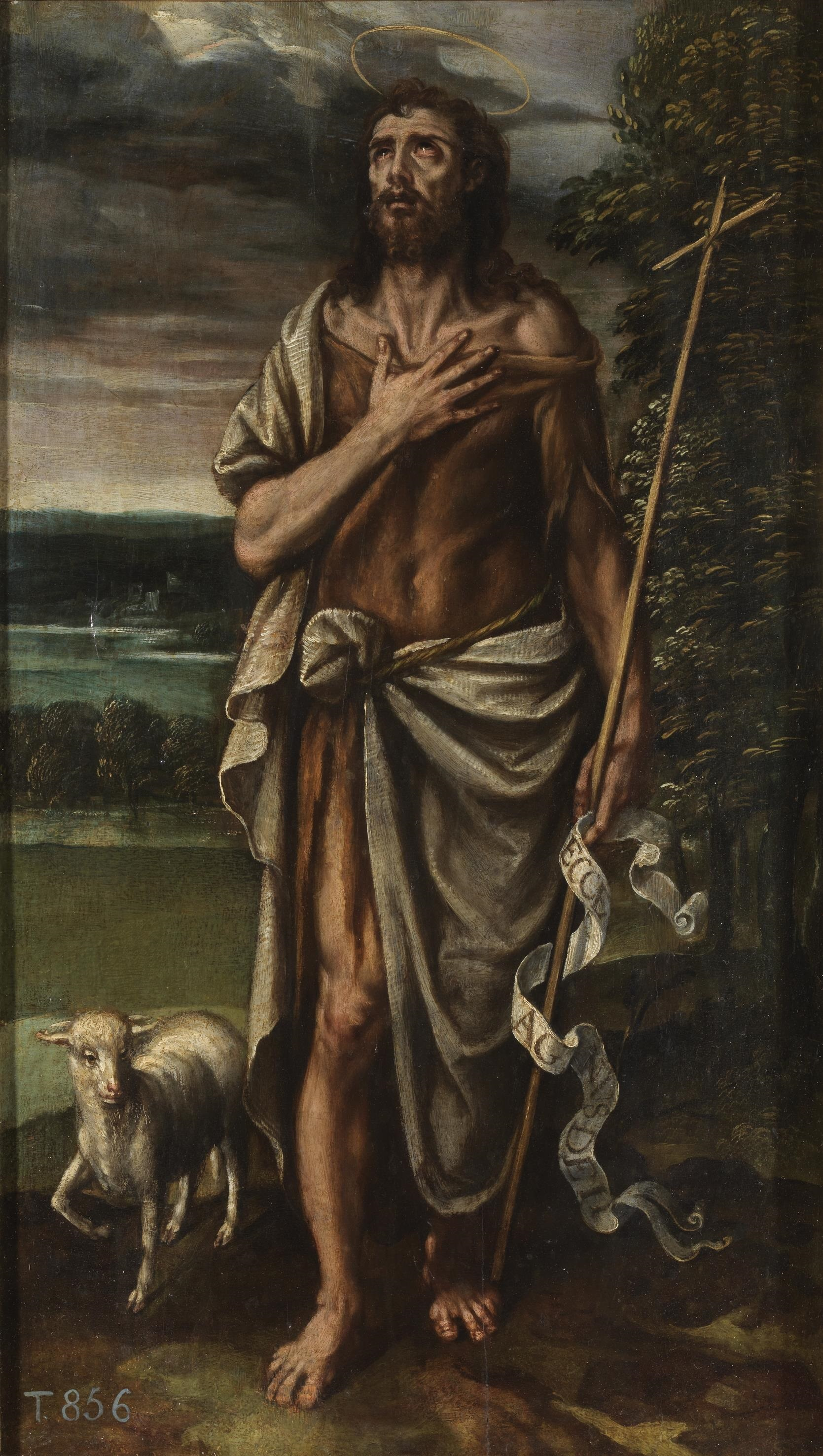
San Juan Bautista, Casa Museo de Lope de Vega.

Alejandro de Loarte (né vers 1590/1600 - mort à Tolède le 12 décembre 1626) est un peintre baroque espagnol, spécialisé dans la nature morte.
Peintre de compositions religieuses et de natures mortes, on cite, parmi ses ouvrages, Le miracle des pains et des poissons peint en 1622 pour les Frères de la Mission de Tolède, Poules et poussins daté de 1626, ainsi qu'un tableau de chasse. Il est l'auteur de tableaux religieux mais surtout de natures mortes et de  bodegones, dans la lignée de Juan Sánchez Cotán (1561-1627). Influencé par le Greco, il puise dans l'enseignement de ce maître, un dessin assuré et la richesse du coloris vénitien.

## Principales œuvres
- Bodegón con cesto de granadas (1623, Fundación Santa Marca)
- La nave eucarística (1624, Santa Maria, Los Yebenes)
- Bodegón (1625, Los Angeles County Museum)
- Personnage entouré de victuailles, vers 1625, huile sur toile, 100 × 122 cm, Rijksmuseum Amsterdam[2]
- San Francisco (1626, Couvent des Capucines, Tolède)
- San Juan Bautista (1626, Couvent des esclaves, Madrid)
- Gallinera (1626, Musée du Prado, Madrid)
- Magdalena penitente (Casa Museo de Lope de Vega, Madrid)
- Santa Catalina (église paroissiale de Borox)
- Caída del maná (Musée de la Havane)
- Milagro de los panes y los peces (collection privée ; auparavant dans le couvent des Minimes, Tolède)
- San Bernardo y sus monjes (San Francisco el Grande, Madrid)
- Bodegón con melón y frutas colgadas (collection privée, Madrid)
- Bodegón con cardo y frutas (Museo de Bellas Artes, Grenade)